# Harold Babcock
Harold Delos Babcock (ur. 24 stycznia 1882 w Edgerton, USA,  zm. 8 kwietnia 1968 w Pasadenie) – amerykański astronom.

## Życiorys
Studiował na Uniwersytecie Kalifornijskim w Berkeley. Po ukończeniu studiów w 1906 zatrudnił się w Mount Wilson Observatory, gdzie pracował do 1948. 
Współpracował z George’em Hale’em w jego badaniach Słońca, a także konstruował instrumenty pomiarowe. Jego pomiary pozwoliły zaobserwować linie przejść wzbronionych w widmie atomowym tlenu i odkryć izotopy tego pierwiastka. W późniejszym czasie brał udział w badaniach prowadzonych przez jego syna Horace’a Babcocka nad polem magnetycznym powierzchni Słońca. W 1951 skonstruowali magnetometr słoneczny. Za pomocą tego instrumentu wykazali istnienie pola magnetycznego Słońca i odkryli gwiazdy zmienne magnetycznie.
W 1953 został uhonorowany Medalem Bruce.
W 1959 ogłosił, że Słońce periodycznie odwraca swoją polaryzację magnetyczną.
Jego imieniem nazwano krater na Księżycu (Babcock). Natomiast planetoida (3167) Babcock otrzymała miano odnoszące się do obu astronomów z rodziny Babcocków.